# نسور العالم الجديد
نسور العالم الجديد أو القمقامية (الاسم العلمي: Cathartidae) هي فصيلة من الطيور تحت رتبة الجوارح، تضم سبعة أنواع في خمسة أجناس، فهي تضم خمسة أنواع من النسور ونوعين من الكندور، وتوجد في المناطق الدافئة والمعتدلة من الأمريكتين.
إن عائلة نسور العالم الجديد ليست قريبة جينياً من العائلة الفرعية: نسور العالم القديم التي تدرج تحت فصيلة البازية، مع وجود تشابه ظاهري كبير بين الفصيلتين. ونسور العالم الجديد منتشرة في كلا العالمين: القديم وأمريكا الشمالية، وقد حدث ذلك الانتشار في عصر نيوجين.
إن النسور طيور منظفة، أي تقتات على الجيف وجثث الحيوانات الميتة بشكل عام، ولنسور العالم الجديد حاسة شم قوية، أما نسور العالم القديم فتعثر على الجيف مستخدمة حاسة البصر، والسمة العامة التي يمتاز بها كثيرٌ من النسور هي الرأس الأصلع الخالي من الريش.

## الوصف والهيئة

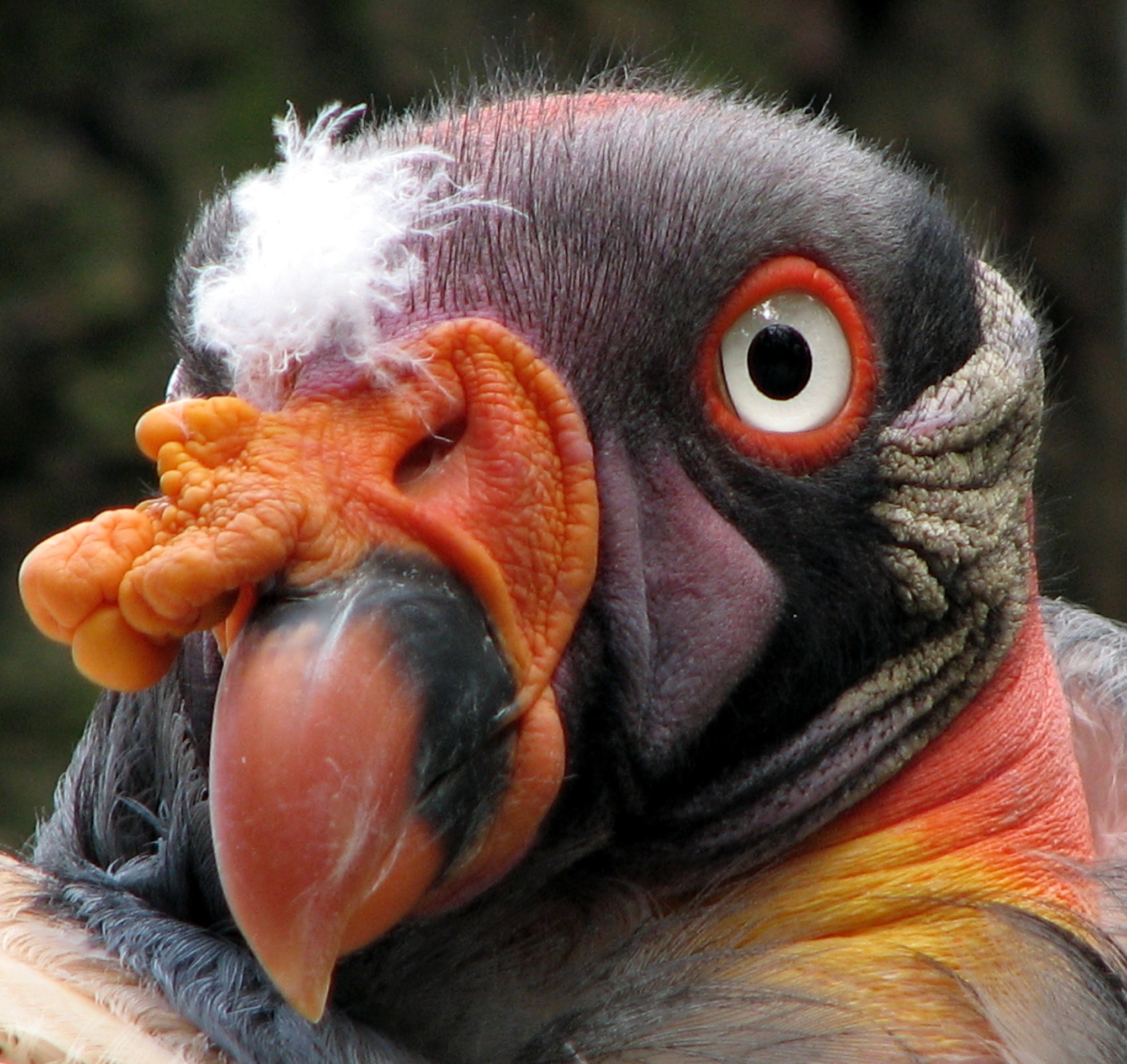
رأس نسر الملك

نسور العالم الجديد بشكل عام كبيرة الحجم، حيث يتراوح طولها ابتداء من النسر الأصغر أصفر الرأس (Cathartes burrovianus) بطول 56 إلى 61 سنتمترا، وحتى كندور كاليفورنيا وكوندور الأنديز، والذين قد يصل طولهما إلى 120 سنتمترا ووزنهما إلى 12 كيلوغراما أو أكثر. يغلب على ريش هذه الطيور اللون الأسود أو البني، وتكون عليه أحيانا علامات بيضاء، وكل أنواع هذه العائلة لها رؤوس وأعناق خالية من الريش، ويكون جلدها أحيانا ملونا بشكل خفيف، أما في نسر الملك فإن الجلد يكون على شكل زوائد وبروزات تبرز من الرأس.

لنسور العالم الجديد جميعها أجنحة طويلة وعريضة وذيل قاسٍ ملائم للطيران المرتفع، وهذه النسور هي الأفضل بين كل الطيور البرية طيرانا وتحليقا في الأماكن المرتفعة. أما أقدامها فهي معكوفة ولكن ضعيفة وغير مخصصة للافتراس والانقضاض على الفرائس كما تفعل العقبان، ومناقيرها معكوفة أيضا وضعيفة مقارنة بغيرها من الطيور الجارحة.

## التوزيع والموطن
تعيش نسور العالم الجديد في النصف الغربي من كوكب الأرض، ويمكن إيجادها من جنوب كندا وحتى جنوب أمريكا، ومعظم أنواعها طيور مقيمة غير مهاجرة، إلا أن نسر البغاث الذي يتكاثر في كندا وشمال أمريكا يهاجر جنوبا في فصل الشتاء. ونسور العالم الجديد تقطن مواطن ونظما بيئية واسعة وممتدة، فهي تعيش في الصحاري والغابات الاستوائية وفي المناطق المرتفعة عن سطح البحر وفي السلاسل الجبلية، مستخدمة قوتها في حاسة الشم لتحديد أماكن الجيف، كما تشاهد هذه الطيور أحيانا في مناطق البشر، وربما تأتي إليها لتقتات على الحيوانات الميتة التي تموت دهسا على الطرقات.

## الأنواع و التصنيف
تضم نسور العالم الجديد سبعة أنواع في خمسة أجناس، فهي تضم خمسة أنواع من النسور ونوعين من الكندور، وهذه الأجناس والأنواع هي:-
- جنس Coragyps

1. النسر الأسود(Coragyps atratus)، يعيش في أمريكا الجنوبية والولايات المتحدة.

- جنس Cathartes

1. البغاث (Cathartes aura)، يعيش في الأمريكتين إلى جنوب كندا.
2. النسر الأصغر أصفر الرأس (Cathartes burrovianus)، يعيش في أمريكا الجنوبية إلى المكسيك.
3. النسر الأكبر أصفر الرأس (Cathartes melambrotus)، يعيش في حوض الأمازون في أمريكا الجنوبية الاستوائية.

- جنس Gymnogyps

1. كندور كاليفورنيا (Gymnogyps californianus)، يعيش في كاليفورنيا، وسابقاً كان منتشراً في جبال شمال غربي أمريكا.

- جنس Vultur

1. كندور الأنديز (Vultur gryphus)، يعيش في جبال الأنديز.

- جنس Sarcoramphus

1. نسر الملك (Sarcoramphus papa)، يعيش من جنوب المكسيك إلى شمال الأرجنتين.